# Rachilde
Rachilde, seudónimo de Marguerite Vallette-Eymery (11 de febrero de 1860 - 4 de abril de 1953) escritora   francesa nacida cercana a Périgord, Dordoña, Aquitania, Francia durante el Segundo Imperio francés.
Apodada “Mademoiselle Baudelaire” por Maurice Barres y mencionada como una distinguida pornógrafa por Jules Barbey d'Aurevilly, Rachilde es una de las figuras literarias más complejas surgidas en un punto crítico entre el decimonoveno y vigésimo siglo. Sus obras de ficción más famosas incluyen las novelas Monsieur Vénus/Mister Venus (1884),  La Jongleuse/El Malabarista (1900, rev. 1925), y un ensayo llamado Pourquoi je ne suis pas féministe/ Por qué yo no soy feminista (1928) en el que realiza una reconocida declaración: “Nunca tuve confianza en las mujeres desde que la femineidad inalterable me traicionó en el ámbito de la maternidad.”
Bisexual, irreverente e independiente, sus tarjetas de presentación expresaban: "Rachilde – Hombre de Letras," Y según Petra Dierkes-Thrun, conferencista en el Departamento de Literatura Comparada de Stamford, ella jugó un papel que pasó desapercibido, al formar el legado de Oscar Wilde. El Oscar Wilde que hoy conocemos no existiría sin Rachilde. En un momento en que Wilde era poco más que un golpe de efecto, una frase aguda, Rachilde escribió artículos defendiendo el amor homosexual, revisó el trabajo de Wilde y encargó traducciones nuevas de sus novelas y sus guiones de teatro. Sin Rachilde, quien auspició uno de los primeros salones literarios vanguardistas de la ciudad y editó una de las revistas literarias más influyentes de Europa, el "Mercure de France"; según Dierkes-Thrun, el legado de Wilde sería muy diferente.
Caracterizada por el escándalo en su juventud, demonizada por los moralistas así como por las feministas tempranas, su trabajo ignorado u olvidado en los años después de su muerte, Rachilde se desplaza equilibradamente entre la decadencia y el modernismo literario, y entre una virulenta misoginia y una creencia profunda y fuertemente arraigada en su valor femenino propio.

## Primeros años
Marguerite Eymery nació en febrero de 1860, hija única del largamente infeliz matrimonio de sus padres. Voraz lectora a una temprana edad, la falta de supervisión de sus padres le permitió el acceso a la biblioteca de su abuelo, colección que en esa época habría sido considerada no apta para el consumo de una niña joven. La Juvenilia que allí se encontraba le mostró como ser una ávida escritora desde los doce, mantuvo un cuaderno de estilo y publicó sus primeros cuentos en un periódico local. Estos muestran una preocupación por la identidad sexual y cuestionan los esquemas de género existentes, temas que prevalecen en sus trabajos de la madurez. Aún no habiendo cumplido dieciséis empezó a escribir piezas de ficción y ensayos para la prensa local usando el seudónimo, ‘Rachilde'. Escogió ese nombre por el de un hombre sueco que ella afirmaba, le había contactado de forma sobrenatural, presuntamente un ardid para hacer pensar a su madre que no era en realidad ella responsable por la escandalosa literatura que había escrito.

## Adultez y traslado a París
En 1878 se marchó a París contra la voluntad de su padre pero acompañada por su madre, 1880 era una época dorada para la literatura en París debido a los crecientes niveles de alfabetización general y los avances en la tecnología de impresión que se combinaron para crear un ambiente en el que más de 50 periódicos y gran cantidad de pequeños diarios tenían lugar.
Rachilde y su marido Alfred Vallette, fundaron y trabajaron en el Mercure de France, donde aparecieron sus primeras reseñas y ensayos. Mudarse a París también permitió a Rachilde, por primera vez, ser parte de un grupo de artistas cuyos intereses correspondían a los suyos. Su primera novela Monsieur de la Nouveauté se publicó en 1880 con una introducción por Arsène Houssaye, seguido poco después por el desarrollo de un círculo literario de decadentes y simbolistas. Dentro de este círculo, Rachilde se vio a sí misma como hombre lobo: iconoclasta, ignorante de las intrascendentes preocupaciones burguesas, despreciativa de la “masa idiotizada" (Face à la peur, 1942).
Aunque Rachilde estuvo casada, su experiencia no fue la típica de una mujer heterosexual. Rachilde era conocida por vestir ropa de hombre, aun siendo que violaba de forma directa la ley Francesa. Además, Rachilde tuvo al menos una relación con una mujer previamente a su matrimonio.
En 1884, encarando la miseria, Rachilde escribió y publicó Monsieur Venus, la historia de una mujer noble travesti quien toma como amante a un florista indigente, pero que torna sus características masculinas lenta y ciertamente en las de una mujer. La conclusión de la historia, en la que simultáneamente el género y las distinciones entre humano y no-humano se confunden, permanece en extremo perturbadora y casi premonitoria en relación con los debates recientes sobre la personificación física. Esta obra fue adelantada a su tiempo en cuanto a la temática feminista. También reflejaba su vida personal en el sentido en que ella misma era conocida por vestir ropa de hombre.

## Simbolismo y Decadencia
El movimiento artístico simbolista y decadente fueron expresiones de estilo que tuvieron lugar entre fines del siglo XIX y principios del siglo XX. Son descritos como parte del movimiento artístico vanguardista, más amplio. El simbolismo se enfoca en el uso de personajes, recursos y acontecimientos no para impulsar la trama sino para expresar ideas complejas. El simbolismo utiliza experiencias sensoriales para explicar lo que no puede ser comunicado a través de palabras. A menudo involucra recuerdos, sueños o eventos sobrenaturales/espirituales. Surge como respuesta al movimiento artístico naturalista que había dominado el mundo del arte en Europa durante fines del siglo XIX. Cuestiona los conceptos de realidad, verdad y normalidad que habían sido los aceptados en el arte naturalista. El arte decadente estuvo enfocado a exaltar todas las formas de experiencia sensual. Utilizando el dolor extremo y la miseria con un tono de romanticismo. La Decadencia, junto con el movimiento artístico del simbolismo, significaron una oposición a la corriente de pensamiento y la sociedad establecida.
Rachilde y su marido, Alfred Vallette, eran algunas de las personas más influyentes en la comunidad simbolista y decadente de París. Fundaron el Mercure de France así como una compañía editorial para jóvenes talentos. Rachilde y su marido oficiaban de anfitriones en las reuniones conocidas como "salones" cada tarde de martes donde los jóvenes artistas podían asistir y conocer a los escritores consagrados. Esto ayudó a lanzar las carreras de muchos escritores notables. Uno de los más conocidos escritores que asistía a las reuniones fue Oscar Wilde  quién en parte estuvo inspirado por el libro Monsieur Vénus de Rachilde. Otro famoso asistente era Alfred Jarry, el dramaturgo responsable de la obra maestra vanguardista Ubu Roi. Rachilde también colaboró para establecer el Theatre de I'Ouvre y el Theatre d'Art y escribió reseñas de las producciones en su revista.
Rachilde también escribió varios obras notables dentro de la corriente del simbolismo. El más reconocido e importante de sus escritos fue una obra de un solo acto llamada L'Araignée de Cristal o La Araña de Cristal que debutó en 1892. Esta representación muestra a una madre y su hijo, aterrorizados, hablando de un espejo roto. La pieza es famosa por su uso de las funciones de género y el simbolismo del espejo. En esta, el espejo no solamente refleja la persona delante de él y lo que la rodea, también crea un abismo insondable.

## Obras
Sus trabajos más significativos incluyen:
- 1880, Monsieur de la Nouveauté
- 1884, Monsieur Vénus (Bruselas: Auguste Brancart, 1884 en dos "primeras" ediciones; París: Flammarion, 1977)[7][8][9] (traducción al español/castellano e introducción de Rodrigo Guijarro Lasheras) en Oviedo, editorial KRK ,  2016
- 1885, Queue de poisson (Bruselas: Auguste Brancart, 1885)[7]
- 1885, Nono (París: Mercure de France, 1997)
- 1887, La Marquise de Sade (París: Mercure de France, 1981)
- 1890, La Voix du Sang
- 1891, Madame la Mort
- 1892, L'Araignée de Cristal
- 1893, L'animale (París: Mercure de France, 1993)
- 1899, La tour d'amour (París: Mercure de France, 1994)
- 1900, La Jongleuse (París: Des femmes, 1982)
- 1934, Mon étrange plaisir (París: Éditions Joëlle Losfeld, 1993)